# Cecilia Maffei
Cecilia Maffei (Pinzolo, 19 novembre 1984) è una pattinatrice di short track italiana.

## Carriera
Nel 2006 ha fatto parte della spedizione azzurra ai Giochi olimpici di Torino.
Nel 2010 ha rappresentato l'Italia ai Giochi olimpici di Vancouver 2010.
Ha gareggiato nella staffetta 3000 metri, con le compagne di nazionale Martina Valcepina, Katia Zini e Arianna Fontana, dove è stata eliminata in semifinale. Nelle prove individuali dei 500 metri e dei 1.000 m, invece è stata eliminate nelle batterie.
Ai Giochi olimpici di Pyeongchang 2018 ha vinto la medaglia d'argento nella staffetta 3000 metri. La squadra italiana, composta da lei, Martina Valcepina, Lucia Peretti e Arianna Fontana, ha concluso la gara alle spalle della nazionale sudcoreana.

## Palmarès

### Olimpiadi
- 1 medaglia:
  - 1 argento (Staffetta 3000 m a Pyeongchang 2018)

### Campionati mondiali
- 1 medaglia:
  - 1 bronzo (staffetta a Montreal 2014).

### Campionati europei
- 2 medaglie
  - 1 oro (staffetta a Torino 2017).
  - 1 argento (staffetta a Mladá Boleslav 2012).
  - 1 bronzo (staffetta a Soči 2016).